# Кунара (река)
Куна́ра — река в Свердловской области России. Исток в болоте Озерки (Кунарское) в 3-4 км западнее деревни Чудова Богдановичского городского округа. От истока река течёт преимущественно на восток. После Богдановича течёт на север и в нижнем течении вновь на восток. Впадает в Пышму на восточной окраине деревни Мельничная Сухоложского городского округа.
Устье реки находится в 430 км по правому берегу реки Пышмы. Длина реки составляет 59 км.
Высота истока — 208,5 м над уровнем моря. Высота устья — 98,6 м над уровнем моря.
Притоки: Мясниковка, Потроховка, Исток, Соловьюшка, Белейка, Ольховка, Грязнушка. К бассейну реки относятся озёра Беткулово, Кукуян и Куртугуз. В долине реки — город Богданович и другие населённые пункты. У места впадения правого притока Белейки, в деревне Билейка — Билейский рыбопитомник.

## Данные водного реестра
По данным государственного водного реестра России, река Кунара относится к Иртышскому бассейновому округу, речному бассейну Иртыша, речному подбассейну Тобола. Водохозяйственный участок реки — Пышма от Белоярского гидроузла и до устья, без реки Рефт от истока до Рефтинского гидроузла.
Код объекта в государственном водном реестре — 14010502212111200007747.